# Ibrahim Halidi
Ibrahim Halidi Abderemane, connu officiellement sous le nom de Halidi Abderemane Ibrahim, né le 31 décembre 1954 à Anjouan et mort le 23 février 2020 à Mamoudzou, est un homme d'État, professeur de philosophie, théoricien politique et écrivain comorien.

## Biographie
Né Djamil Halidi, il a été rebaptisé Ibrahim Halidi dans les années 1960, quand il s’est installé à Ouani pour, d’une part soigner un ulcère et d’autre part, poursuivre sa scolarité.
Officiellement né à Adda Daoueni, Ibrahim Halidi serait véritablement né à Bandrakouni, le village de sa mère Naïme Mouchidra Moussa, quelques mois après le cyclone qui s’est abattu en décembre 1950 sur Anjouan et qui a fait près de 400 morts.
Scolarisé au primaire par Younoussa Bamana, à l’époque instituteur à Mrémani, Ibrahim Halidi a poursuivi sa scolarité à Ouani, ensuite à Moroni et enfin à Mutsamudu.
Arrivé au pouvoir le 3 août 1975, le président Ali Soilih adopte un système de gouvernance duale composée d’un côté d’une branche étatique qui relevait du chef de l’État et, de l’autre, d’une branche populaire dirigée par le coordinateur du Comité national. Ibrahim Halidi a dirigé le Comité national dès sa création et devient par conséquent la deuxième personnalité du régime révolutionnaire,. En 1976, il fait partie de la première délégation comorienne en visite officielle en Chine qui a mis en place les relations de coopération sino-comorienne. Il a été chargé de la construction des infrastructures publiques, appelées localement mudiria.
Ibrahim Halidi a assuré la continuité de la fonction présidentielle à partir du 7 avril 1977 à la suite de la démission du président Ali Soilih et du limogeage de tous les fonctionnaires et des ministres,. L’intronisation s’est faite à la place de l’Indépendance, à Moroni (se reporter à l'illustration ci-dessus).
Condamné à mort en 1977 par le régime révolutionnaire qui l’accuse de haute trahison, le procès s’est déroulé à l’hôtel Alamal et a été diffusé en direct à la radio nationale. L’accusé résume le procès dans son livre posthume Les Comores. Unité dans la pluralité par ces mots :   
« Mes détracteurs, exhibant l’action de l’UDD, arborent cette boutade : « avant d’être comorien, je suis de Nioumakélé, d’une mère de Bandrakouni et d’un père d’Adda Daouéni» qu’aurais-je prononcé publiquement en 1977, lors de mon procès à l’hôtel Alamal contre le pouvoir populaire et le commando Moissi – militaires qui encadraient les comités des jeunes dans les villages. Ils se rappellent la boutade, mais jamais de la raison du procès. Tu te rappelles, Ahmed Mzoungou, du village de Bimbini, était sérieusement malade. Étant donné que c’était un ancien gendarme français, sa famille a demandé une évacuation sanitaire vers Mayotte. En ma qualité de Coordinateur du comité de la jeunesse révolutionnaire, j’ai soutenu sa famille et j’ai aussi accompagné cette dernière à l’aéroport de Wani pour évacuer le malade. Mais une fois à l’aéroport, nous avons été refoulés par les commandos Moissi, qui étaient composés en grande partie de gens de Hambou et d’Itsandra. Écœuré par le mauvais traitement des commandos Moissi, je t’ai envoyé ma démission, après avoir dénoncé l’esprit colonialiste et hégémonique de la Grande-Comore sur Anjouan. Ma déclaration a été diffusée à Radio France Internationale ; c’est ainsi que l’évènement a eu un retentissement international. J’ignore si c’est cette dénonciation ou si c’est la boutade lors du procès à Alamal qui m’a valu huit mois de séquestration dans mon village natal, mais dans tous les cas tu m’as pardonné par la suite en me confiant la direction du pouvoir populaire de l’île de la Grande-Comore.»
Après le coup d’État de mai 1978 qui a mis fin au régime d’Ali Soilih, Ibrahim Halidi a été emprisonné pendant quatre mois dans les prisons de Hombo et de Patsy, à Anjouan. Ayant obtenu son baccalauréat en 1978, Ibrahim Halidi se rend au Togo pour poursuivre des études universitaires. Rentré aux Comores en 1983 avec une licence de philosophie et une maîtrise en sciences de l’éducation, il a enseigné la philosophie au lycée de Fomboni, à Mohéli, ensuite au lycée de Mutsamudu et enfin au lycée de Domoni (se reporter à l'illustration ci-dessous).
Lors des élections présidentielles de mars 1990, Ibrahim Halidi soutient au premier tour la candidature de Saïd Ali Kemal du parti CHUMA et au second tour celle de Saïd Mohamed Djohar du parti Udzima. À la suite de l’élection du président Djohar du 11 mars 1990, Ibrahim Halidi devient ministre de l’Intérieur. Des élections législatives sont organisées les 22 et 29 novembre 1992 et sont remportées par l’Union des Démocrates pour la Décentralisation (UDD), un parti politique cocréé par Ibrahim Halidi, Saïd El Anis Mohamed Djohar et Mohamed Dhakoine Abdou. En conformité avec l’article 32 de la constitution comorienne qui stipulait que le premier ministre devait être issu du parti majoritaire, Ibrahim Halidi a été désigné premier ministre et Chef du gouvernement le 3 janvier 1993 et son équipe gouvernementale a été communiquée au public le 8 janvier 1993. Ibrahim Halidi incarne jusqu’à présent le seul chef de gouvernement d’un régime parlementaire, étant donné qu’il est le seul Comorien arrivé à la primature à l’issue d’élections législatives libres et démocratiques. Le gouvernement d’Ibrahim Halidi a été renversé à la suite de l’adoption d’une motion de censure votée par 23 des 41 députés de l’Assemblée nationale comorienne le jeudi 20 mai 1993,.
Ibrahim Halidi s’est présenté trois fois à des élections présidentielles. D’abord, en mars 1996, pour le compte de l’Union des Démocrates pour la Décentralisation (UDD). Ensuite, aux élections présidentielles de l’île d’Anjouan de mars 2002. Et enfin, aux élections présidentielles de l’Union des Comores d’avril et mai 2006,.
On lui a diagnostiqué un cancer à Antananarivo en 2017. Après avoir séjourné deux fois à Madagascar, il s'est rendu à Maurice et en Tanzanie pour des soins (se reporter à l'illustration ci-dessous).
Il décède au centre hospitalier de Mayotte le 23 février 2020. Il est inhumé dans sa ville natale de Badracouni trois jours plus tard(se reporter à l'illustration ci-dessous).
Écrivain, il est l'auteur de Les Comores. Unité dans la pluralité, publié à titre posthume en 2021 aux éditions L'Harmattan.

## Enfance

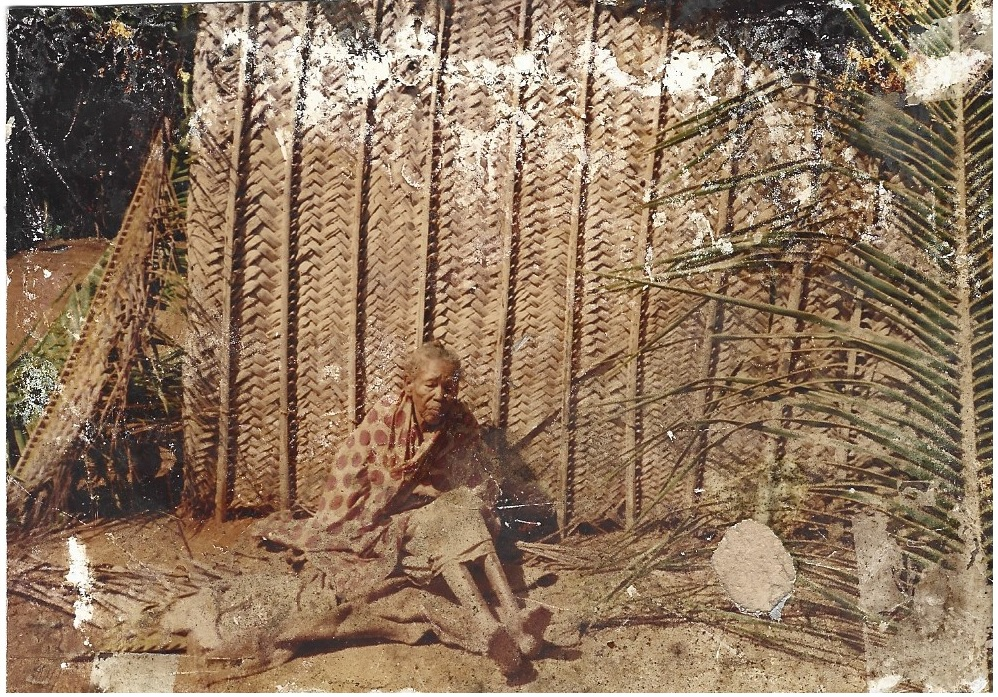
Rangué Mouhoussouni

Ibrahim Halidi ignorait la date exacte de sa naissance et n’avait pour seul repère chronologique que le cyclone qui s’était abattu sur Anjouan quelques mois avant sa naissance,. Il naquit à Bandracouni dans la concession de koko Rangué Mouhoussouni, sa grand-mère maternelle (se reporter à l'illustration ci-après), qui était la fille de Mouhoussouni Houmadi et l’épouse de Mouchidra Moussa, alias bako Mgala. À sa naissance, la mère d’Ibrahim Halidi, Naïme Mouchidra Moussa, le prénomma Djamil. Son père, Saïd Halidi Abderemane, originaire de Adda Daoueni, était commerçant et instituteur coranique. Au moment de la naissance d’Ibrahim Halidi, les hauts-plateaux de Nyumakélé, qui se trouvent au sud d’Anjouan, appartiennent à la société coloniale Nioumakélé NMKL, créée par le juriste français Jules Moquet en 1900,,. À partir de 1928, la société Nioumakélé est dirigée par Alfred Angot et s’est spécialisée dans la culture du sisal, en plus de la culture de la vanille, de l’ylang-ylang, des cocotiers, du vétiver, etc., Quelques années avant la naissance d’Ibrahim Halidi, les villageois de Nyumakélé sont entrés en résistance ouverte contre les colons français à cause de l’expropriation de leurs terres. En 1940, entre mars et avril, les paysans de Nioumakélé se soulèvent contre le rétablissement du travail obligatoire, appelé aussi « engagement » ou « zangagé » en langue locale. Un soulèvement violemment réprimé par les colons français. Lors du référendum constitutionnel du 28 septembre 1958, les paysans de Mremani et Bandracouni, à l’instar de ceux de Tsembehou, se prononcent contre le maintien des Comores dans la Communauté française. Pour toute réponse, la France les sanctionne en fermant les écoles ouvertes dans ces villages dissidents.
Ibrahim Halidi a commencé sa scolarité à l’école primaire de Mremani dans la classe du maître Younoussa Bamana. Quand les autorités coloniales françaises ont fermé l’école de Mremani et l’ont transférée à Adda Daoueni, Ibrahim partit vivre à Adda Daoueni, auprès de son père, Saïd Halidi Abderemane. Enfant maladif, Ibrahim a été envoyé par son père à Mutsamudu, chef-lieu d’Anjouan, dans l’espoir d’être soigné et aussi de poursuivre sa scolarité. Dans sa famille d’accueil de Mutsamudu, Ibrahim ne sera pas scolarisé. Il n’aura pas le droit non plus d’utiliser les toilettes familiales et décida par conséquent de retourner auprès de son père à Adda Daoueni. Il a relaté cette période de sa vie lors d’une prise de parole à la radio nationale comorienne et ensuite dans ses mémoires parus en 2021 : 
« Lorsque j’ai demandé de poursuivre l’école à Mutsamudu, la dame de la maison m’a répondu que les « enfants de Nioumakélé ne devaient pas fréquenter l’école du Blanc, ils étaient plutôt destinés à devenir des boys ». Elle-même se chargerait de mon éducation, c’est-à-dire de lire correctement le Coran et d’interpréter les livres en caractères arabes. Comme toute personne issue de Nioumakélé ou de la paysannerie, je n’avais pas le droit d’utiliser les toilettes de la maison. Je devais faire mes besoins au bord de la mer. C’est à Mutsamudu que j’ai découvert qui j’étais : un Nioumakéléien, un domestique, un matsaha. Les meilleures choses de la vie ne m’étaient pas destinées. Je devais rester au bord de la route, et regarder les autres les goûter. »
Avec une organisation sociale proche des sociétés féodales européennes, Anjouan sous la colonisation française abritait une population qui se répartissait en trois groupes forts distincts. D’un côté, les administrateurs coloniaux et leurs familles, de l’autre les paysans, et entre les deux groupes se trouvaient les citadins, prétendument aristocrates et d’origines arabes,. Les paysans sont appelés localement wamatsaha. Mmatsaha (singulier de wamatsaha) signifie dans une acception méliorative villageois ou quelqu’un qui vit dans une maison en paille. En revanche, c’est plutôt le sens péjoratif qui est le plus usité. Le terme permet jusqu’à présent de designer les populations en dehors des villes historiques anjouanaises et mahoraises (Pamandzi, Mutsamudu, Domoni, Ouani, etc.), considérées comme des sauvages. C’est donc cette réalité sociale, politique et démographique que découvrit le jeune Ibrahim Halidi lors de son passage à Mutsamudu.
Le père d’Ibrahim Halidi possédait une maison en dur, qui accueillait de nombreux hôtes. Au début des années 1960, pendant la saison de la récolte de la vanille, il reçoit dans sa demeure quatre commerçants de la ville de Ouani, entre autres Ben Salime, Abdou Sidi, Sidi Massikati et Abdou Madera. Au cours d’une discussion avec ces derniers, Saïd Halidi Abderemane décide de confier son fils, Ibrahim Halidi, à son ami Abdou Madera afin qu’il s’occupe de son éducation scolaire et qu’il lui permet de bénéficier de meilleurs soins de santé en ville. Contrairement à Mutsamudu, le séjour d’Ibrahim Halidi à Ouani a été bénéfique. Abdou Madera ainsi que son épouse, Échate Bacar (se reporter à l'illustration ci-dessous), le choyaient comme leur propre fils. Mohamed Dhakoine Abdou Madera, le fils aîné de la famille Madera, est devenu par la force des choses un frère, un ami et un compagnon de lutte fidèle d’Ibrahin Halidi.

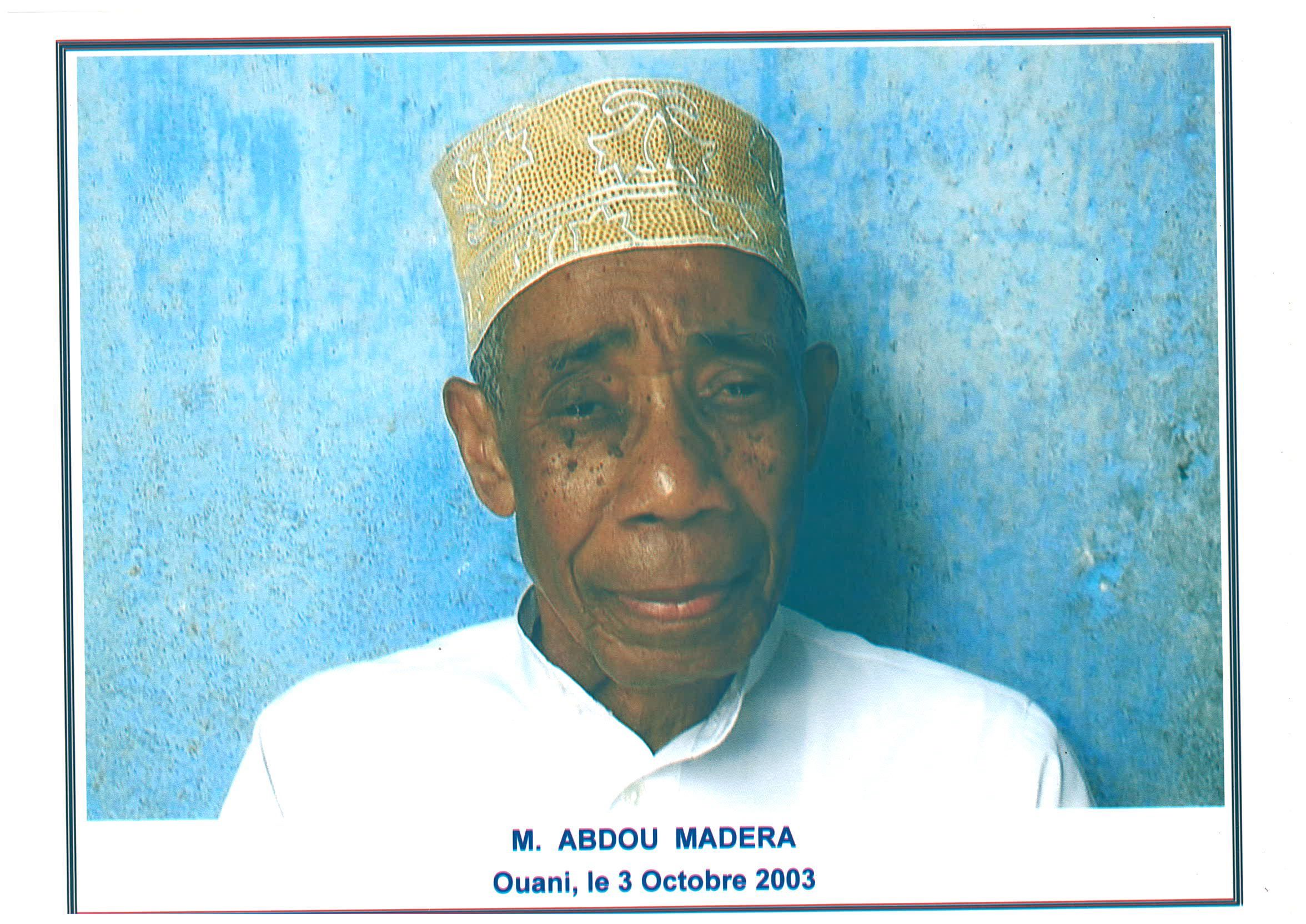

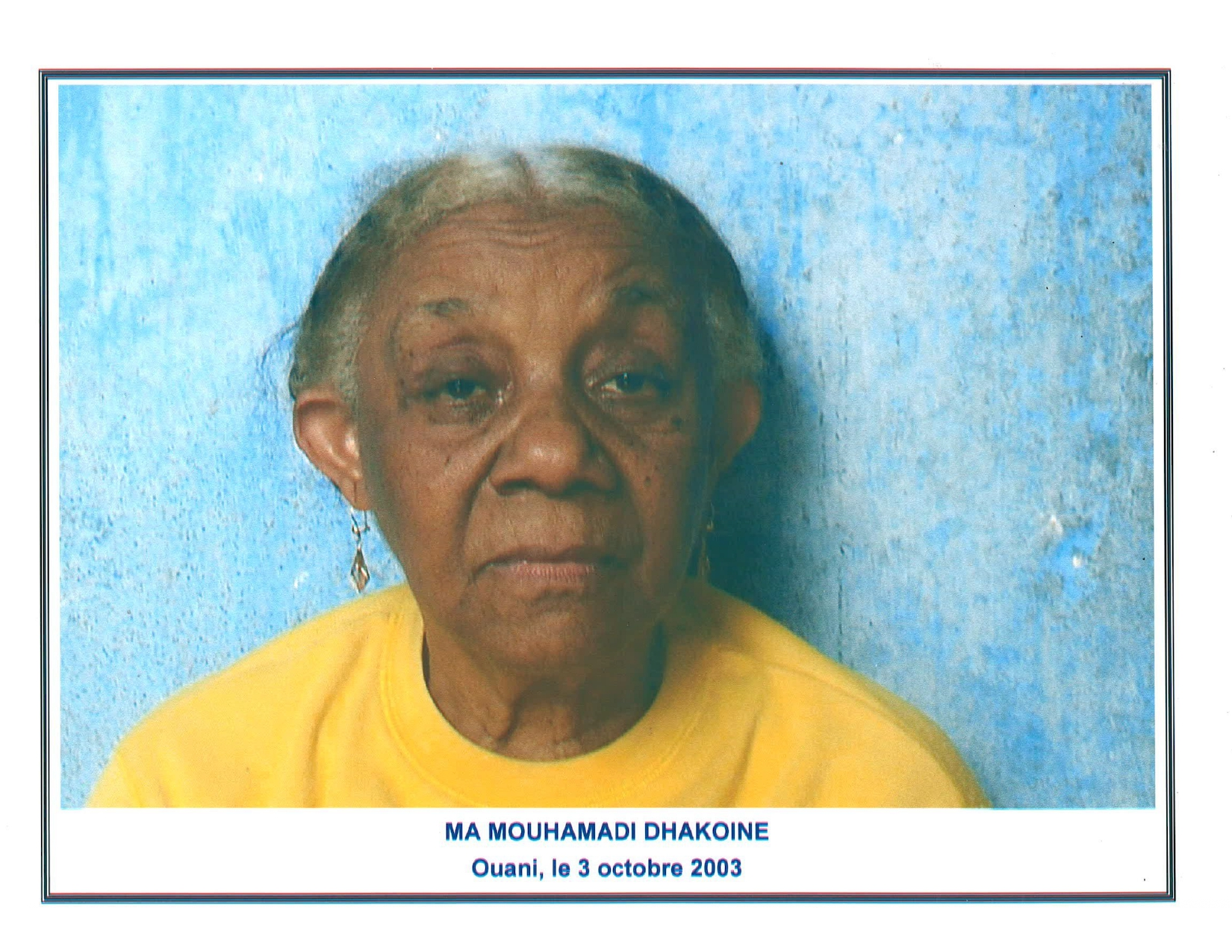

## La période révolutionnaire
Ibrahim Halidi était au lycée de Mutsamudu, en classe de première, quand Ali Soilih renverse le président Ahmed Abdallah Abderamane le 3 août 1975. Préoccupés par la situation politique du pays, des notables de la région de Nioumakélé organisent une réunion à Mremani le 18 septembre 1975 et convient Ibrahim Halidi à y prendre part à titre de secrétaire. À l’issue de cette réunion politique, une lettre a été confiée à Ibrahim Halidi par les notables de Nioumakélé pour qu’il l’achemine au président Ali Soilih à Moroni. Ce fut le baptême du feu en politique pour Ibrahim Halidi. Par la suite, il prit l’initiative de monter un comité de jeunes de Nioumakélé en soutien au président Ali Soilihi. Au lycée de Mutsamudu, il incite d’autres lycéens à monter un comité politique pour soutenir le nouveau président. Appelé le comité des cinq, celui-ci était formé par Kamal-Dine Ali (de Gege-Koni), Saïd Malik (de Mjamaoué), Assadi Ahamadi (de Tsembehou), Dhoihari Toiliha (de Bimbini) et Ibrahim Halidi lui-même. Lors d’une assemblée populaire qui s’est tenue le 5 avril 1976 au lycée de Mutsamudu, Ibrahim Halidi a été élu délégué des lycéens d’Anjouan et, par voie de conséquence, devient le coordinateur de la jeunesse révolutionnaire anjouanaise. Toujours en ce mois d’avril 1976, un congrès organisé à Moroni met en place le Comité national populaire, une sorte de bureau d’assemblée populaire, et désigne Ibrahim Halidi pour le diriger. Étant donné qu’Ali Soilihi avait adopté un système de gouvernance dual, formé d’une branche étatique et d’une branche populaire, le Comité national populaire devient un instrument central de la conduite de la révolution. Ainsi, en tant que coordinateur du Comité national, Ibrahim Halidi devient une sorte de président de l’Assemblée nationale, et subséquemment, la deuxième personnalité du régime d’Ali Soilihi. Il percevait 24 000 francs comoriens par mois, environ 50 dollars.
Le régime révolutionnaire d’Ali Soilihi reposait sur une organisation politique duale. Ibrahim Halidi cogérait avec l’ensemble des membres du Comité national les moyens humains et financiers alloués à la branche populaire. La construction des infrastructures publiques, appelées localement mudiria, était à la charge d’Ibrahim Halidi et du Comité national populaire. À partir du 7 avril 1977, après la démission d’Ali Soilihi et de son gouvernement, Ibrahim Halidi remplace ce dernier à la magistrature suprême durant trente-cinq jours et bénéficiât des mêmes prérogatives présidentielles que lui: garde du corps (le même qui avait assuré la protection d’Ali Soilihi), voiture de fonction, etc. Après la chute du régime révolutionnaire qui se solda par l’assassinat du président Ali Soilihi, Ibrahim Halidi a été emprisonné à Anjouan. Depuis la prison, il passe avec succès l’examen du baccalauréat.
Sa mère, Naïme Mouchidra Moussa, mourut le 27 février 1977.

## Le régime Djohar et la création de l’UDD
Après des études à l’université de Lomé, au Togo, sanctionnées par une licence de philosophie et une maîtrise en sciences de l’éducation, Ibrahim Halidi rentre aux Comores en 1983 et devient professeur de philosophie au lycée, à Mohéli et à Anjouan. Après le coup d’État qui mit fin au régime d’Ahmed Abdallah Abderemane, Ibrahim Halidi renoue avec la politique. Lors de l'élection présidentielle de mars 1990, il choisit Saïd Ali Kemal au premier tour et sur Saïd Mohamed Djohar au second tour. Après l’élection, le président Djohar le nomme ministre de l’Intérieur et des réformes administratives. Il a été démis de ce poste en septembre 1990, à cause d’un voyage à Cuba qui n’était pas avalisé par le président Djohar. Officieusement, ledit voyage était organisé par Abderemane Mohamed Sidi, l’oncle de Saïd Ali Kemal, alors ministre d’État, chargé de l’Économie et du Commerce. Ce fut la raison pour laquelle le président Djohar décida de sanctionner le ministre Saïd Ali Kemal ainsi que son parti, le Chuma. Le président Djohar destitua Saïd Ali Kemal de son poste de ministre de l’Économie et du Commerce et le nomma à un autre portefeuille ministériel. À la suite de ce léger remaniement, Saïd Ali Kemal démissionna du gouvernement et révéla dans une lettre ouverte le départ du CHUMA de la coalition gouvernementale. Par solidarité envers Saïd Ali Kemal, Ibrahim Halidi quitte à son tour le gouvernement. Certains informateurs attribuent le départ d’Ibrahim Halidi du gouvernement à un renvoi à la suite d’une intervention à Radio France Internationale dans laquelle il a refusé l’étiquette de mercenaire à Max Veillard et a démenti l’intrusion de ce dernier aux Comores dans le but de commettre un coup d’État. Finalement, Max Veillard, officier saint-cyrien de réserve, avec le grade de colonel, et anciennement chef de mission militaire avec bureau à la présidence des Comores, a été tué à Domoni par la gendarmerie comorienne dans la nuit du mercredi 17 octobre 1990,.

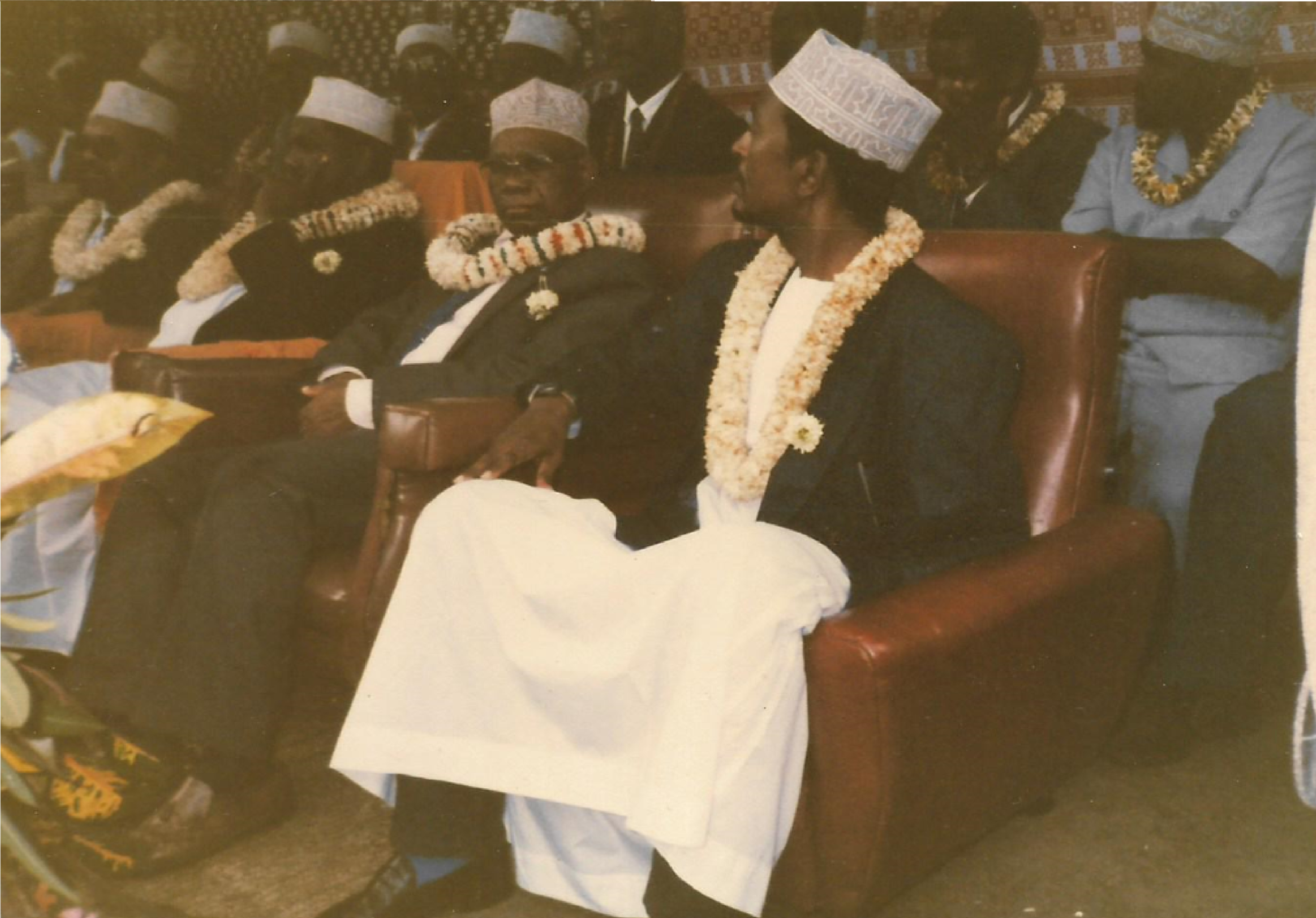
L'UDD en campagne lors des élections législatives de 1992

Dans le deuxième gouvernement Djohar, Ibrahim Halidi a été nommé ministre de l’Information, de la culture, de la jeunesse et des sports. Son refus d’être inféodé à Mohamed Saïd Abdallah Mchangama, gendre du président Djohar, lui couta son poste de ministre. Sans fonction politique, il mit à profit sa traversée du désert en cocréant le parti Union des Démocrates pour la décentralisation (UDD) avec Saïd El Anis Mohamed Djohar et Mohamed Dhakoine Abdou,. Bien implanté à Anjouan, l’UDD remporte les élections législatives de novembre 1992 et son leader, Ibrahim Halidi, a été nommé Premier ministre le 1er janvier 1993,. L’équipe gouvernementale formée le 6 janvier 1993 compte 11 ministres et un secrétaire d’État. Dans l’histoire des Comores, ce fut la première fois qu’un premier ministre était issu de la paysannerie; jusqu’à cette date, le poste n’était toujours attribué qu’à des originaires des grandes villes historiques (particulièrement Mutsamudu et Moroni). Le premier ministre Ibrahim Halidi refuse d’intégrer dans son gouvernement les gendres du président Djohar, à savoir Saïd Mohamed Sagaf et Mohamed Saïd Abdallah Mchangama. Ce dernier, Mchangama, était impliqué dans des affaires de corruption révélées par les scandales IPI Trade/Interagra, Italtrade-Intertrade et Catinat Consult et faisait l’objet de nombreuses attaques de la part de l’opinion publique nationale et internationale. À cause des malversations de Mchangama, l’opinion publique comorienne qualifie le régime du président Djohar de «gendrocratie». S’étant rangé dans l’opposition, Mchangama arrive à retourner les députés de la majorité parlementaire et renverse le gouvernement du premier ministre Ibrahim Halidi le 20 mai 1993.

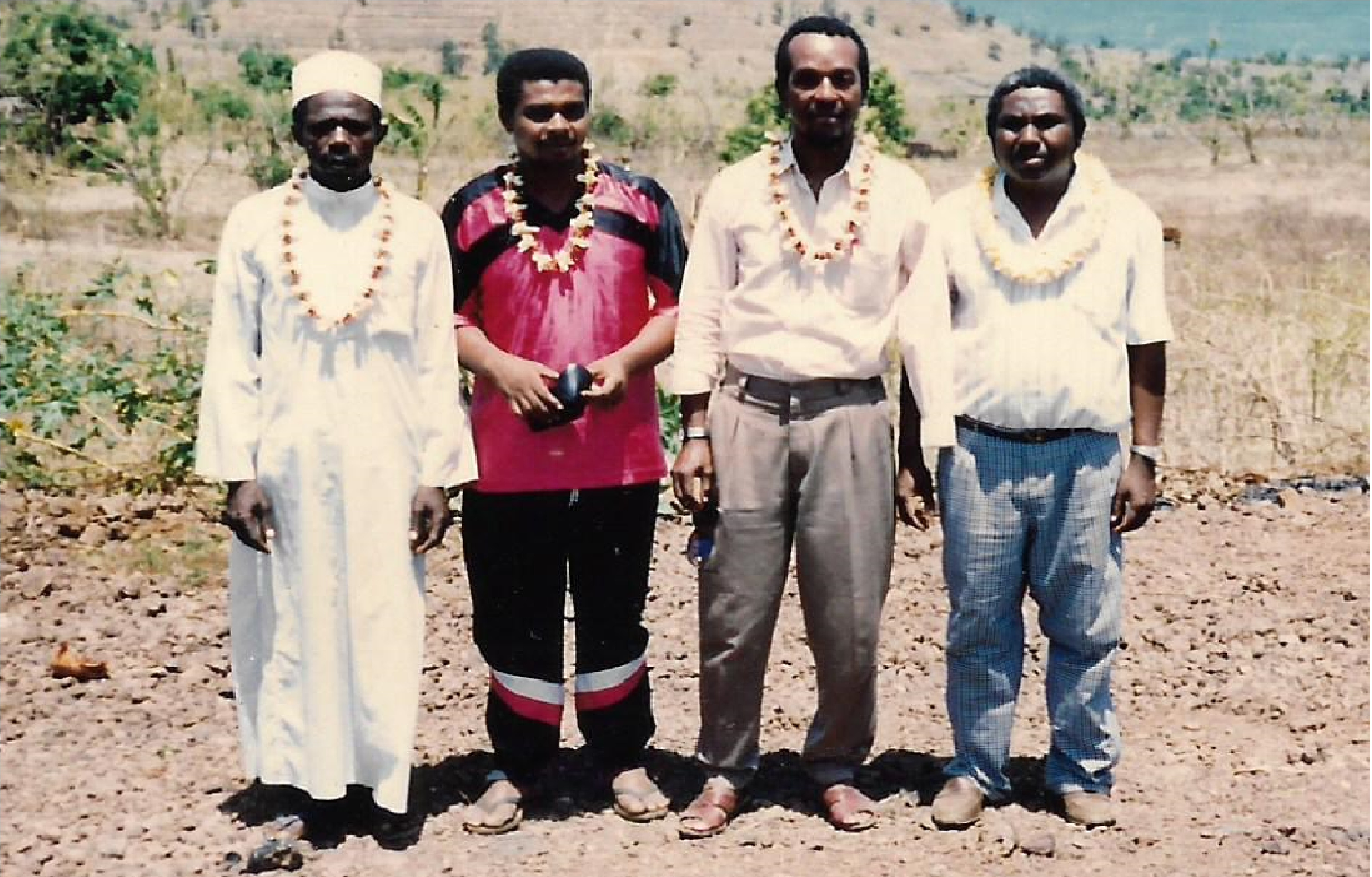
Ibrahim Halidi, Anis Djohar et des militants de l'UDD

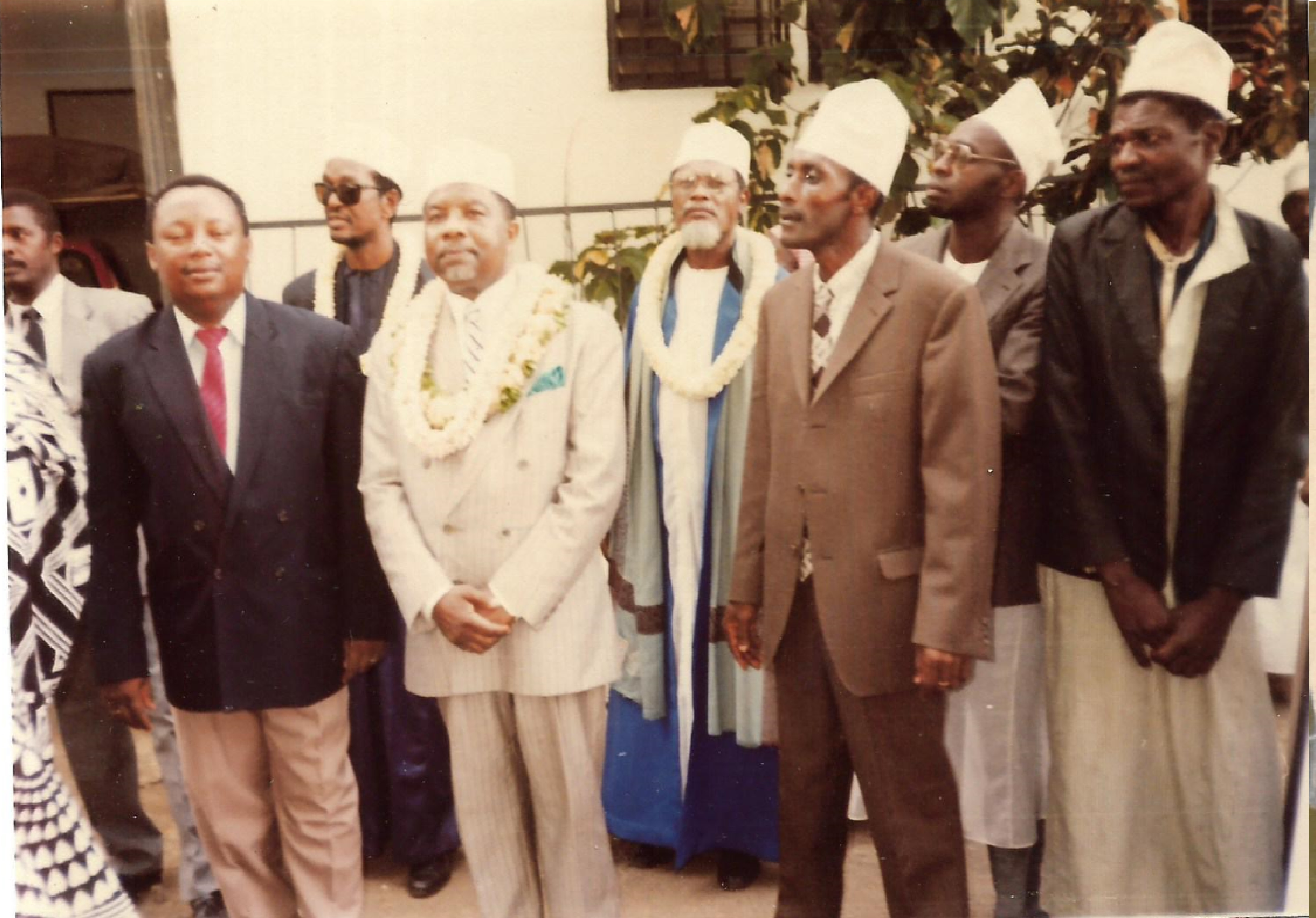
Des militants de l'UDD en 1992

Bien noté par les institutions de Bretton Woods (FMI et Banque Mondiale) qui avaient constaté une amélioration de la situation socio-économique des Comores durant son passage à la primature, le cabinet d’Ibrahim Halidi aurait aussi, selon le journaliste Pascal Perri, «tenté de donner un coup de pouce à l’enclave de pauvreté» (mais) «l’instabilité politique et les manœuvres ne lui ont pas laissé le temps d’entreprendre les réformes nécessaires». Le parti UDD envisageait d’entreprendre une décentralisation réfléchie. Il s’inspirait du fédéralisme canadien. Théorisée par Mohamed Dhakoine Abdou Madera, après son retour du Canada où il a poursuivi des études de deuxième cycle à l’Université d’Ottawa, l’orientation idéologique de l’UDD cherchait à s’acclimater à la configuration géographique de l’archipel des Comores, d’où le choix du fédéralisme, de la décentralisation et de la déconcentration. Pour certains détracteurs de l’UDD, il serait un parti de la périphérie qui faisait la guerre aux centres urbains, pour d’autres, il serait un « parti anjouanais », chauvin, sectaire et séparatiste. L’UDD a participé aux négociations qui se sont déroulées à l’ambassade de France à Moroni et qui ont permis le départ des mercenaires français qui avaient tenté de renverser le président Saïd Mohamed Djohar. L’UDD a aussi contribué au retour du président Djohar de La Réunion où il avait été déporté. Le chanteur Anli Nawawi a été le chantre de l'UDD. Deux membres de l’UDD ont assuré la fonction de premier ministre, à savoir Halidi Abderemane Ibrahim et Ahmed Ben Cheikh Attoumane. Représenté  par Ibrahim Halidi, l'UDD a pris part à l'élection présidentielle de mars 1996. L'emblème de l'UDD était un parapluie noir ouvert : une image qui symbolisait la volonté de protéger les plus faibles et le petit peuple. Le parti UDD a été dissous en août 1996.

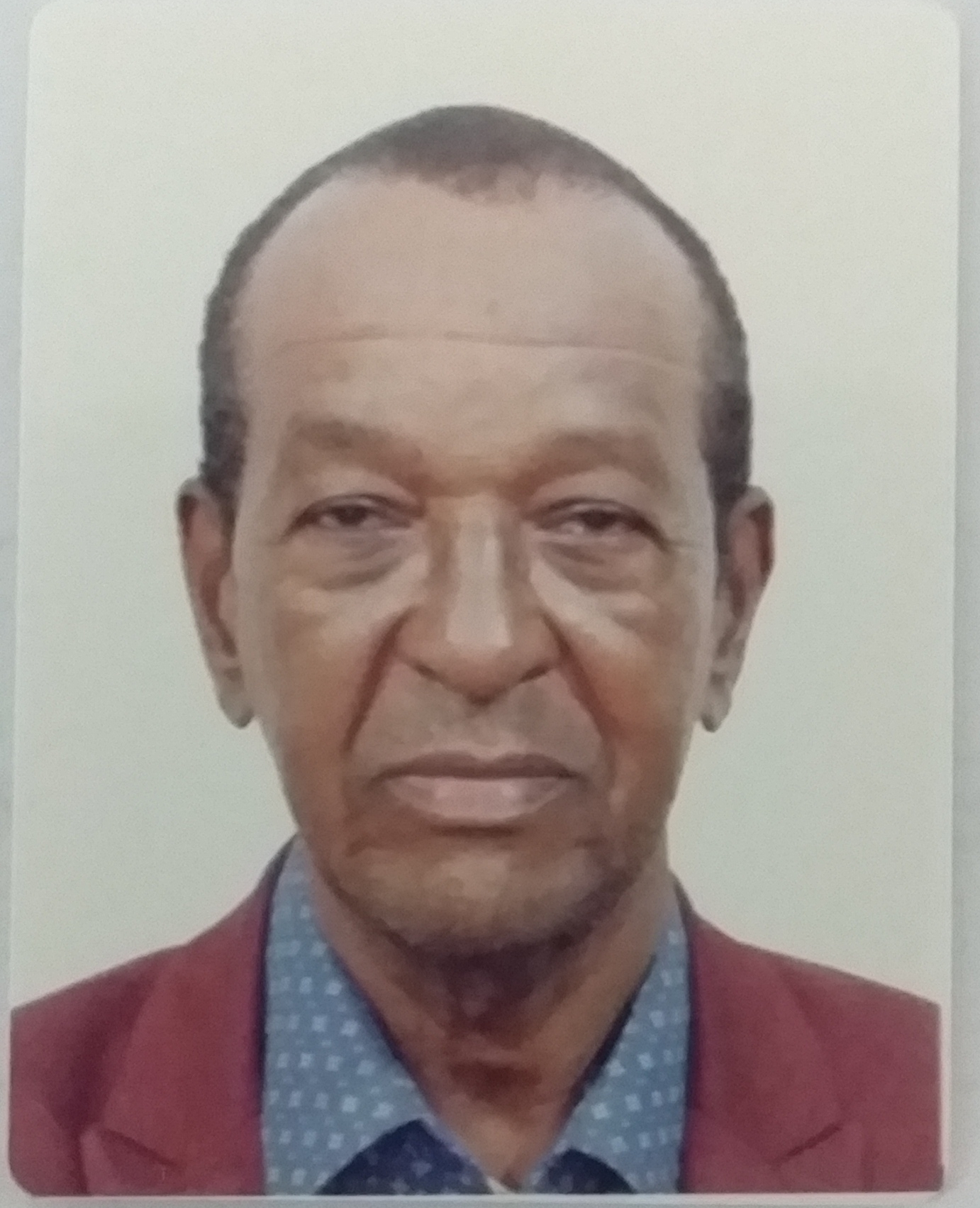
Saïd El Anis Mohamed Djohar

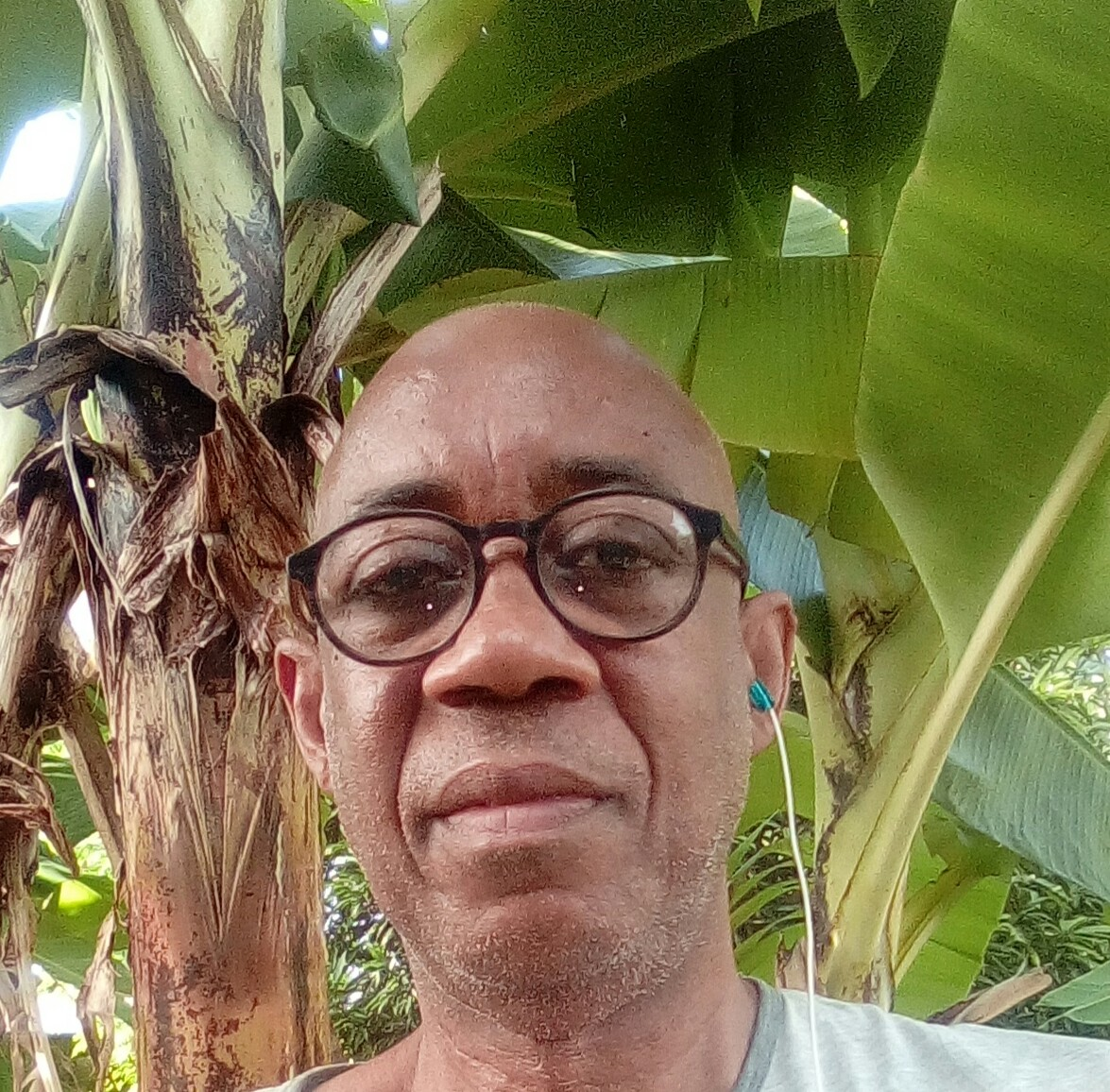
Mohamed Dhakoine Abdou Madera

## Le régime Taki, la dissolution de l’UDD et la crise sécessionniste
Ibrahim Halidi a été candidat à l’élection présidentielle anticipée du 6 mars 1996, sous la bannière de l’Union des Démocrates pour la Décentralisation (UDD). Son score au niveau d’Anjouan et au niveau national a été qualifié d’honorable. À Anjouan, il recueillit 8030 votes, soit 15,18% des voix exprimées dans l’île, et par cet exploit, il se hissa à la troisième place, devant Mohamed Taki Abdoulkarim, le futur vainqueur du scrutin. Au niveau national, il recueillit 9 123 votes, soit 5,21% des voix exprimées. Quinze candidats étaient en lice pour la magistrature suprême. Arrivé en quatrième position à Anjouan, Mohamed Taki Abdoulkarim s’est rendu à Bandracouni, au domicile d’Ibrahim Halidi à qui il promit le poste de premier ministre en échange d’un ralliement au second tour de l’élection qui s'est tenue le 16 mars 1996. Ibrahim Halidi fut le premier candidat malheureux du premier tour à avoir annoncé publiquement son soutien à Mohamed Taki Abdoulkarim au second tour de l’élection présidentielle de 1996. Mohamed Taki Abdoulkarim a remporté l’élection présidentielle avec 64,3 % des suffrages exprimés. Le nouveau président gratifia Ibrahim Halidi du portefeuille ministériel de la Santé publique, de la population et des affaires sociales.
| Candidat                         | Nombre de voix | Pourcentages exprimés |
| Omar Tamou (Udzima)              | 9703           | 18,34 %               |
| Abbas Djoussouf (MDP-NGDC-Forum) | 8306           | 15,70%                |
| Halidi Abderemane Ibrahim (UDD)  | 8030           | 15,18%                |
| Mohamed Taki Abdoulkarim (UNDC)  | 5588           | 10,56%                |

| Candidat                         | Nombre de voix | Pourcentages exprimés |
| -------------------------------- | -------------- | --------------------- |
| Mohamed Taki Abdoulkarim (UNDC)  |                | 21,28 %               |
| Abbas Djoussouf (MDP-NGDC-Forum) |                | 15,71%                |
| Omar Tamou (Udzima)              |                | 13,3%                 |
| Saïd Ali Kemal (Chuma)           |                | 8,74%                 |
| Mtara Maecha (Udzima)            |                | 6,37                  |
| Halidi Abderemane Ibrahim (UDD)  | 9123           | 5,21%                 |

En août 1996, quelques mois après son élection à la magistrature suprême, Mohamed Taki Abdoulkarim fit part aux partis politiques de son intention d’installer le bipartisme aux Comores, avec un parti au pouvoir et un parti dans l’opposition. Finalement, le président Taki a opté pour le tripartisme et ouvrit la cohabitation au parti islamiste le Front National pour la justice (FNJ). Mis à part Saïd Ali Kemal du parti Chuma et Mohamed Abdoulwahab du parti Forces pour l’action républicaine (FAR) qui protestèrent la décision du président Taki et quittèrent le gouvernement, les autres partis de la mouvance présidentielle n’ont pas vu d’inconvénient de dissoudre leur parti au profit du parti unique, le Rassemblement national pour le développement (RND). L’UDD a fait partie de la dizaine de partis qui ont fait les frais du tripartisme. Parmi les autres réformes du régime Taki, on compte aussi l’inscription sur le drapeau national des noms Allah et Muhammad, entérinée par le référendum constitutionnel du 20 octobre 1996.

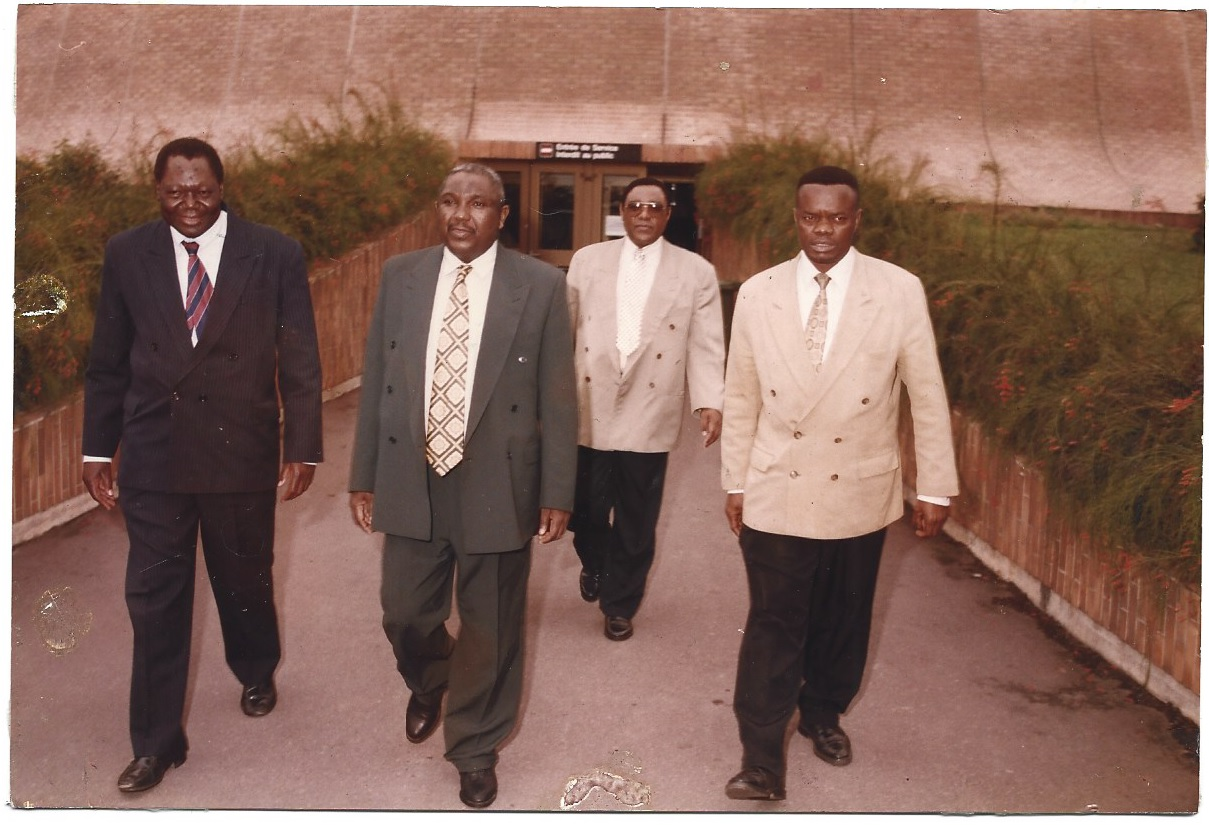
Le ministre de la santé Ibrahim Halidi en mission en Afrique du sud (1996).

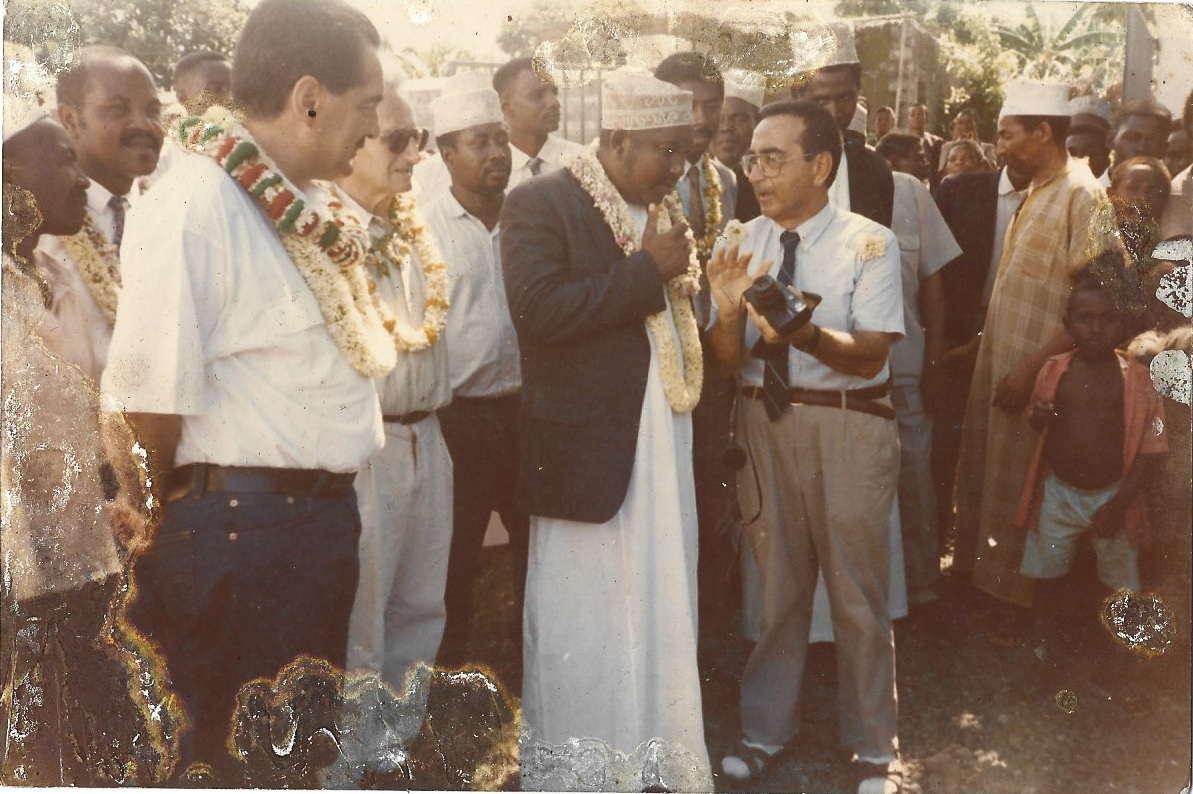
Le ministre de la santé Ibrahim Halidi et le médecin Grillone à Bandracouni (1996)

Ibrahim Halidi était à la tête du ministère de la Santé publique, de la population et des affaires sociales au moment du crash du boeing 767 d’Ethiopian Airlines au nord de la Grande Comore. Des pirates de l’air éthiopiens avaient détourné l’avion le 23 novembre 1996 et l’avaient forcé à amerrir aux Comores, provoquant la mort d’une centaine de passagers.
Boycottées par l’opposition, des élections législatives ont été convoquées par le président Taki en décembre 1996 et ont été remportées par le parti présidentiel. À la suite de ce scrutin, Ibrahim Halidi a été nommé ministre des Transports, du tourisme et des télécommunications. En mars 1997, il a fait partie de la délégation de ministres envoyée à Anjouan par le président Taki afin de trouver un compromis avec des enseignants en grève. Les enseignants anjouanais manifestaient pour réclamer le paiement de leurs salaires. L’ensemble des fonctionnaires comoriens avait accumulé une dizaine de mois d’arriérés de salaires,. Pour soutenir les enseignants, les élèves avaient assiégé les rues, érigé des barricades et brulé des pneus. Certains manifestants avaient hissé le drapeau français. L’intervention des militaires fit plusieurs blessés et des morts. À son retour à Moroni, le ministre Ibrahim Halidi fit une intervention impromptue à la radio nationale dans laquelle il qualifie les drapeaux français hissés à Anjouan de «masalupva», c’est-à-dire de simples tissus d’ornements,. La grève des enseignants se transforme progressivement en mouvement sécessionniste,. En dépit de l’opposition du ministre Ibrahim Halidi et du premier ministre Ahmed Abdou, le président Taki fit débarquer trois cents militaires à Anjouan afin de rétablir l’ordre. L’armée nationale comorienne a été vaincue par la gendarmerie anjouanaise. À cause du fiasco du débarquement militaire, la crise sécessionniste durera cinq ans.
Ibrahim Halidi a été remplacé au ministère des Transports et a été nommé à la présidence en qualité de secrétaire général. Le président Mohamed Taki Abdulkarim décéda le 6 novembre 1998. En sa qualité de secrétaire général de la présidence, Ibrahim Halidi a organisé ses funérailles. Il a ensuite été entendu au tribunal de Moroni dans le cadre de l’enquête sur le décès du président.
En novembre 1997, Ibrahim Halidi est devenu le secrétaire général du Mouvement pour les Comores (MPC), un nouveau parti fondé par Saïd Hilali.

## Le MPC et son implantation
Des observateurs s’évertuent à trouver un lien entre la mort subite du président Taki et ses relations plus ou moins probables avec des groupuscules islamistes au point que certains lui attribueraient une possible implication dans les attentats terroristes perpétrés à Nairobi et à Dar es Salam le 7 août 1998. En raison de ces soupçons, le défunt président se serait supposément trouvé dans la ligne de mire des services de renseignement américain, israélien et égyptien. Quant à l’origine de la crise sécessionniste à Anjouan, tout le monde y va de sa petite théorie. Certains soupçonnent la main invisible des services de renseignements français afin de contrecarrer le projet de l’Américain Lucien Forbes d’implanter un pôle multisectoriel à Anjouan,. En effet, la Banque pour l’Industrie et le Commerce (BIC), une filiale de la banque française BNP PARIBAS, avait bien exprimé son refus de faire affaire avec Forbes & Cie, après avoir laissé, à mots couverts, plané des doutes sur le sérieux de son propriétaire et l’origine de ses fonds. Quant au reste, la crise séparatiste à Anjouan serait tout bonnement l’œuvre de réseaux d’extrême droite français. Pour l’homme d’État Ibrahim Halidi, la révolte anjouanaise n’était qu’une forme de contestation sociale devenue systématique par la force des choses. 
«La défaite de l’armée nationale renforça la fougue des séparatistes anjouanais. Ce qu’on a toujours appelé le séparatisme anjouanais fut le résultat de beaucoup d’erreurs d’appréciation, mais aussi la conséquence de trente années de gestion chaotique. Le Président Taki eut le malheur d’arriver à la présidence au moment où les choses avaient atteint le point de non-retour». 
Le 6 novembre 1998, Tadjidine ben Saïd Massounde devient président par intérim. Non seulement il limoge incessamment Ibrahim Halidi, mais veille à ce qu’il soit radié de la fonction publique. Dorénavant, Ibrahim Halidi ne percevra plus jamais de salaire de l’État comorien jusqu’à la fin de sa vie. Dans ses mémoires, il relate cette injustice: 
«Dès son arrivée à la magistrature suprême en novembre 1998, Tadjiddine Ben Massounde me renvoya de la présidence, en prenant soin de m’effacer des fichiers de la Trésorerie publique. Cette décision inique et arbitraire ne fut que la revanche d’un noble de Domoni sur un matsaha qui s’invite à la maison, ou plutôt à la table à laquelle il n’est pas invité. Remplacé par Sultan Chouzour selon le décret présidentiel, je vais batailler plus de vingt ans sans pouvoir recouvrer mes droits de fonctionnaire lésé. J’ai toujours partagé les souffrances du peuple, et n’ai jamais profité de mes fonctions pour quelque privilège que ce soit. Je me suis toujours demandé pourquoi une telle rancœur de la part de Tadjidine.»
En octobre 1999, Ibrahim Halidi tente d’atteindre Anjouan par la mer, mais une fois au port de Mutsamudu, les séparatistes refoulèrent immédiatement le bateau vers la Grande Comore. Une année plus tard, en octobre 2000, il réussit finalement à retourner à Anjouan par les airs. D’abord arrêté par la gendarmerie anjouanaise, puis interrogé par les commandants Mohamed Bacar et Halidi Charif, il a finalement été relâché et autorisé à rester dans l’île. Dans une île gangrenée par la peur des séparatistes et à la merci de la milice mbwayaya, Ibrahim Halidi a bravé les dangers et a défié les autorités en place. Rentré avec des néophytes rencontrés à Moroni, notamment Sadjadou Halidi, Moustoifa Chaharane et Abdou Salim, il a repris son bâton de pèlerin pour remobiliser tous les anciens militants de l’UDD et, en conséquence, implanter le MPC. Pourtant désargenté, il avait quand même pu attirer la sympathie de la population anjouanaise à qui il avait annoncé l’organisation prochaine d’un referendum constitutionnel et d’élections présidentielles à Anjouan et dans l’ensemble des Comores. La percée du MPC à Anjouan n’était pas passée inaperçue auprès des nouvelles autorités comoriennes. Le colonel Azali Assoumani, qui venait de remplacer Tadjidine Ben Saïd Massounde à la tête de l’État, convia Ibrahim Halidi à la présidence de Baït-Salam afin de s’enquérir de son opinion sur l’ébauche des futurs Accords de Fomboni et, par ricochet, l’associer aux pourparlers qui allaient mener à leur signature. Le premier logo du MPC se composait de bandes verticales multicolores et a inspiré le drapeau de la nouvelle Union des Comores. Le MPC adopta un nouveau logo, un râteau à quatre dents et une plume, pour marquer la mise en valeur du travail et de l’éducation dans leur programme et présenta la candidature d’Ibrahim Halidi à l’élection présidentielle de l’île autonome d’Anjouan du 31 décembre 2002. En dépit de nombreuses irrégularités, Ibrahim Halidi arrive à la deuxième place avec 10, 5% des suffrages,. 
«Aux élections de mars 2002, bien que j’aie été incontestablement en position de force, le colonel Mohamed Bacar se maintint au pouvoir grâce à de nombreuses irrégularités et des bourrages d’urnes à Mirontsy. Les observateurs internationaux étaient bien présents, mais restèrent de marbre face à ce hold-up». 
Après sa participation à l’élection, Ibrahim Halidi a mené une longue lutte pour recouvrer ses droits de fonctionnaire lésé. Réclamant constamment ses arriérés de salaire, à la rigueur les sommes cotisées à la caisse de retraite, il n’obtiendra jamais gain de cause,,. Il a sollicité une affectation dans n’importe quel lycée des Comores, sans succès. Il s’était finalement reconverti à l’agriculture, et était devenu membre à part entier du Syndicat des agriculteurs comoriens (SNAC). 
En septembre 2005, Ibrahim Halidi annonce dans les colonnes du journal gouvernemental Al-Watwan son intention de se présenter à l’élection présidentielle d’avril et mai 2006 et lance un appel au président en exercice Azali Assoumani dans lequel il réclame le paiement de huit ans d’arriérés de salaire. Soutenu initialement par le DJAWABU, Ibrahim Halidi avait réussi à rallier d’autres partis, entre autres le parti du président sortant, la Convention pour le renouveau des Comores (CRC). Ce dernier, la CRC, a proposé son soutien financier au candidat Ibrahim Halidi, mais lui a imposé en contrepartie des colistiers, à savoir Saïd Ali Kemal et Omar Hassanaly. La course présidentielle vire rapidement en bataille rangée, opposant l’originaire de la paysannerie anjouanaise et les citadins prétendument bien nés. Des actes discriminatoires, profondément racistes, se sont multipliés à l’encontre du candidat Ibrahim Halidi. Initialement dans son camp, Fahami Saïd Ibrahim lui tourna finalement le dos à cause de ses origines paysannes et laissa entendre que «c’était trop d’honneur d’apporter son soutien à un paysan, un «matsaha»». Après que le candidat Ibrahim Halidi a commenté la situation géopolitique de Mayotte dans la Gazette des Comores, en prenant soin de répéter le truisme selon lequel cette île est bien comorienne, mais sous administration française, Idriss Mohamed du Comité Maore trouva un prétexte pour introduire une requête auprès de la Cour constitutionnelle pour réclamer sa disqualification de la course à la présidence. Dans ses discours, Ibrahim Halidi dénonçait les inégalités sociales et spatiales provoquées par une concentration de tous les pouvoirs à Moroni, à la Grande Comore, et ne dissimulait pas son intention d’insuffler une société égalitaire grâce à une décentralisation réelle des institutions. Des propos interprétés comme un appel à la guerre contre la Grande Comore, particulièrement par les ténors du camp du président sortant, Azali Assoumani. 
Pour mettre fin à la crise sécessionniste, une nouvelle constitution a été adoptée en décembre 2001 et, par son article 13, a instauré une présidence tournante entre les îles. Treize candidats, tous d’origine anjouanaise, se sont présentés à la primaire de l’élection présidentielle du 16 avril 2006. Les premiers résultats du scrutin divulgués par la commission électorale placent Ibrahim Halidi en tête. Dès l’annonce des résultats, les partisans du candidat Caabi Mohamed El-Yachroutu qui évoquent des irrégularités et réclament l’annulation du scrutin, ont encerclé l’hôtel Al-Amal où logent les représentants de la communauté internationale chargés de la supervision du scrutin. Des rixes ont éclaté, et la Mission de l’Union Africaine pour la sécurisation des élections aux Comores (Amisec), composée de 462 observateurs militaires, a tenté de déloger les contestataires. D’autres résultats ont été annoncés: Ibrahim Halidi a été relégué à la deuxième place, ensuite à la troisième, avant que ses partisans affluent à la Cour constitutionnelle pour empêcher l’élimination de leur candidat. Le vendredi 21 avril 2006, la Cour constitutionnelle informe l’annulation d’une quarantaine de bureaux de vote, principalement dans le Nyumakele et proclame les résultats définitifs qui placent Ahmed Abdallah Mohamed Sambi en tête avec 23,70%, arrive en second Mohamed Djaanfari avec 13, 10% et en troisième Halidi Abderemane Ibrahim avec 10,37%. Le second tour de l’élection s’est déroulé le 14 mai 2006 et Halidi Abderemane Ibrahim est arrivé deuxième avec 28, 32%, derrière Ahmed Abdallah Mohamed Sambi. 
«Je remportai l’investiture du Mouvement pour les Comores (MPC) afin de me présenter à la primaire de l’Union des Comores prévue en avril 2006. Ce fut une course difficile, au milieu d’une dizaine de candidats dont une grande partie était bien dotée financièrement. J’avais aussi le handicap de mes origines, mais aussi le handicap des origines de mes vice-présidents, le prince Saïd Ali Kemal et le notable Omar Hassanaly de Mohéli. Saïd Ali Kemal est né prince, il a déjà sa place dans la société ; il n’a pas grand-chose à tirer d’une élection. Omar Hassanaly est fier de son ascendance, il n’attendait pas grand-chose non plus de ces élections. Le soutien de la Convention pour le Renouveau des Comores (CRC), le parti du colonel Azali Assoumani, le président sortant, était aussi devenu un boulet à traîner. Je devenais comptable des actions du gouvernement sortant alors que je n’avais jamais fait partie de l’équipe gouvernementale du colonel Azali. Ainsi, lorsque je remportai la majorité des votes au cours de la primaire à Anjouan, en tête dans les régions périphériques, à commencer par mon fief de Nioumakelé, une réaction négative se déchaîna dans les milieux autorisés. La Cour constitutionnelle, présidée par un noble de Domoni, un ancien partisan et membre de la famille du président feu Ahmed Abdallah Abderemane, trouva les moyens d’annuler tous les bureaux de vote, plus précisément 24 bureaux de vote de la presqu’île de Nioumakelé. Cette mesure me plaça en troisième position après Ahmed Abdallah Sambi, que j’avais battu dans sa ville natale de Mutsamudu, et Mohamed Djaeanfari de Sima. Au sein de la classe des commerçants et des entrepreneurs, ma victoire avait provoqué une frayeur. Ils s’étaient sûrement rappelés le régime d’Ali Soilihi et de mon bref passage à la primature.»
«À Anjouan, lors de la primaire, c’était moi qui étais en tête, et il aura fallu la décision du président de la Cour constitutionnelle Ahmed Abdallah Sourette d’annuler les résultats de Nioumakelé pour que Sambi passe en première position».
«(…) Ahmed Abdallah Souret aux élections présidentielles de 2006; ce dernier, en tant que président de la Cour constitutionnelle, éliminera 24 bureaux de vote de la région de Nioumakelé, fief d’Ahmed Abdallah hier, mon fief aujourd’hui, pour donner un coup de pouce à Ahmed Abdallah Sambi de Mutsamudu».

## Un notable politique
Après l’élection présidentielle de 2006, Ibrahim Halidi s’est employé à défendre les Accords de Fomboni. Ce fut la raison pour laquelle il s’est rangé du côté de Mohamed Bacar quand le président Sambi a remis en question la légitimité de ces accords. À partir du 24 juin 2007 jusqu’au 22 janvier 2008, il a pris part à des pourparlers avec l’Union africaine et l’Organisation internationale de la Francophonie dans lesquels il a défendu les principes constitutionnels relatifs à l’autonomie des îles. L’échec de ces pourparlers a débouché sur l’Opération Démocratie aux Comores, un débarquement militaire à Anjouan opéré le 25 mars 2008 par l’Union africaine avec l’appui de la France. Ibrahim Halidi a été arrêté dans l’après-midi du vendredi 28 mars 2008 à son domicile de Bandracouni et a passé 109 jours à la prison de Koki avec 300 autres prisonniers politiques dont Mohamed Dhakoine Abdou Madera.  

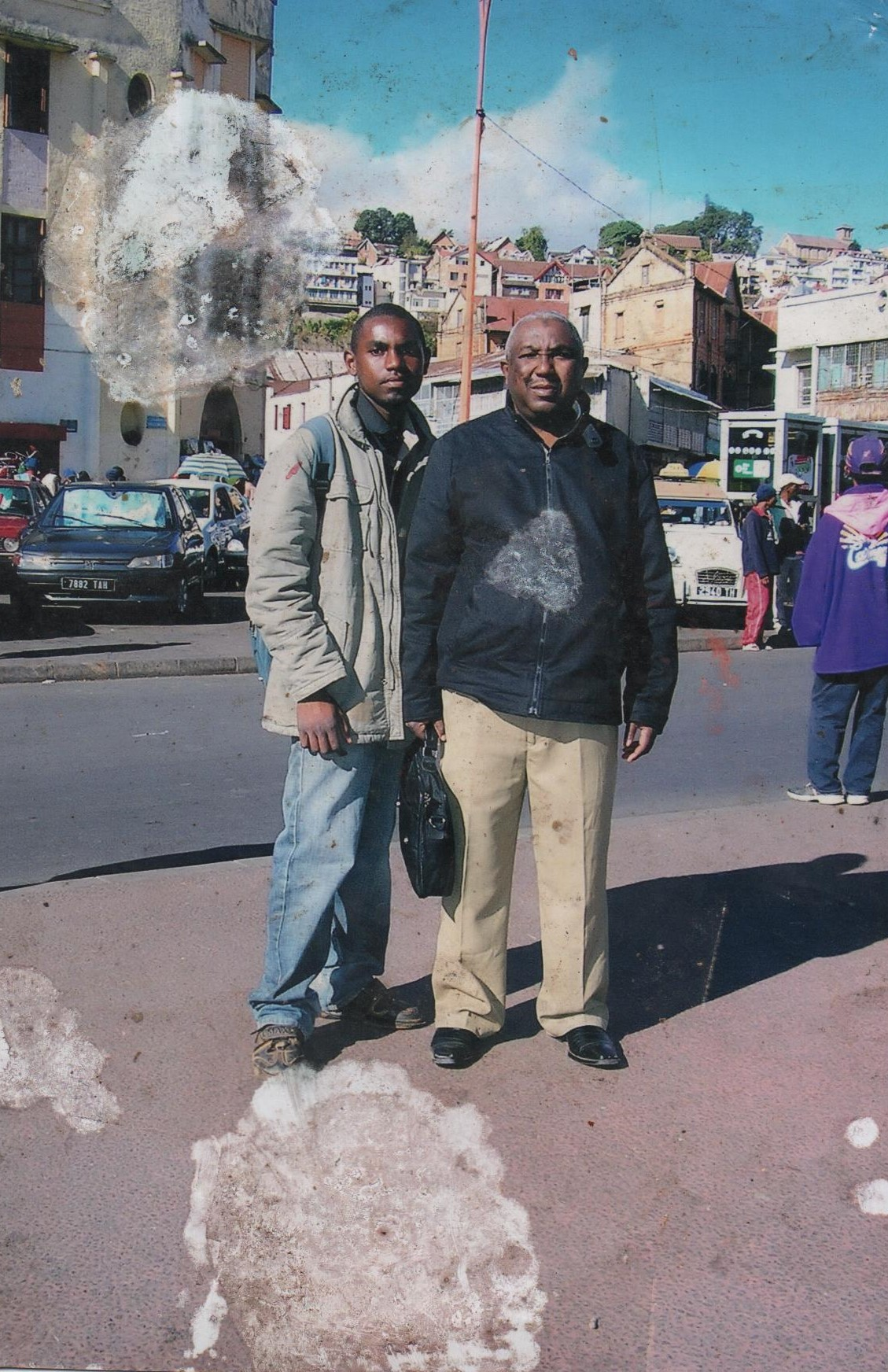
Ibrahim Halidi durant une escale à Tananarive, avant de se rendre à des pourparlers en Afrique du Sud (Juin-Juillet 2007).

«Personnellement, je décidai de ne pas quitter Anjouan. J’envoyai mon chauffeur Miradji de Adda Daoueni dès le mercredi à Mutsamudu pour informer les nouvelles autorités de l’île que je me trouvais dans la région de Nioumakelé et que je détenais un véhicule 4X4 en bon état. Le vendredi 28 mars, autour de 8 h 30, des militaires soudanais au nombre de sept, bien armés, arrivèrent à mon domicile. Je les reçus avec beaucoup d’amabilité. Les Soudanais récupérèrent le véhicule, mais refusèrent de m’emmener avec eux dans leur quartier général de Domoni. Ce ne fut que vers midi que des militaires de l’Armée Nationale de Développement (AND), une trentaine environ, vinrent m’arrêter. Il faut reconnaître que mon domicile ne fut pas saccagé ni pillé. Auparavant, au début de la révolte anjouanaise, cette maison de Bandracouni était totalement démolie. Cette fois-ci, la maison à moitié reconstruite n’avait pas souffert. Le jeune lieutenant qui conduisait l’équipe était un homme honnête. Originaire de Mohéli, il semble qu’il fut professeur d’anglais avant de choisir la carrière militaire.»

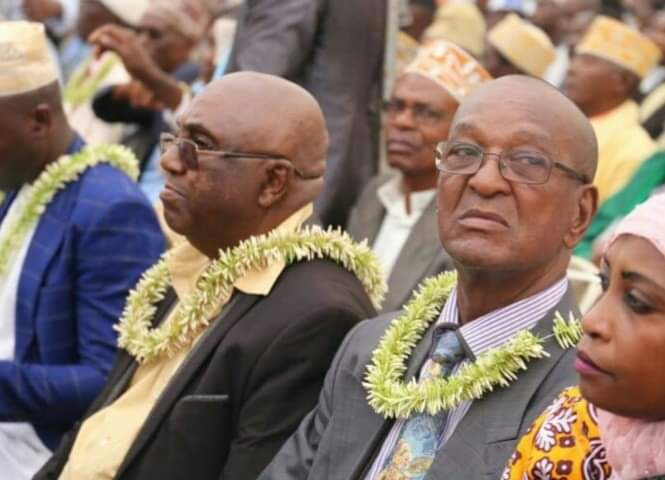
Anis Djohar et Ibrahim Halidi (Domoni, 2019)

En avril 2013, un décret signé par le président Ikililou Dhoinine nomme Ibrahim Halidi membre d’une commission nationale pour la rédaction d’un livre blanc sur la Défense nationale. Lors de l’élection présidentielle du 21 février et 10 avril 2016, Ibrahim Halidi a soutenu la candidature d’Azali Assoumani, le vainqueur du scrutin. Il s’est opposé au président Azali sur le tard, et a rendu public ce différend. Il a succombé à un cancer du cerveau le 23 février 2020. 

## Filmographie
Ibrahim Halidi apparaît plusieurs fois dans le film documentaire Laissez-passer réalisé en 1977 par le documentariste canadien Daniel Bertolino. Dans ce documentaire qui traite de la révolution soilihiste, on peut entendre le jeune Ibrahim Halidi, alors âgé de 19 ans, expliquer à Daniel Bertolino que son espoir «c’est de voir l’État comorien uni, c’est de voir le socialisme victorieux. C’est de voir le peuple travailleur arrivé à bénéficier lui-même des fruits de son travail». Quand Daniel Bertolino renchérit en demandant au jeune Halidi s’il avait des ambitions personnelles, l’interviewé rétorque: «Je ne peux pas dire que j’ai des ambitions personnelles parce que je me suis lancé et je lutte pour le peuple et je lutterai pour le peuple.» 